# Moorhead (Mississippi)
Moorhead é uma cidade localizada no estado americano de Mississippi, no Condado de Sunflower.

## Demografia
Segundo o censo americano de 2000, a sua população era de 2573 habitantes.
Em 2006, foi estimada uma população de 2456, um decréscimo de 117 (-4.5%).

## Geografia
De acordo com o United States Census Bureau tem uma área de
3,4 km², dos quais 3,4 km² cobertos por terra e 0,0 km² cobertos por água. Moorhead localiza-se a aproximadamente 35 m acima do nível do mar.

## Localidades na vizinhança
O diagrama seguinte representa as localidades num raio de 20 km ao redor de Moorhead.